# コンスタンティノス・トリアンタフィロプーロス
コンスタンティノス・"コスタス"・トリアンタフィロプーロス（Konstantinos "Kostas" Triantafyllopoulos ギリシア語: Κωνσταντίνος "Κώστας" Τριανταφυλλόπουλος、1993年4月3日 - ）は、ギリシャ・コリントス出身のプロサッカー選手。エクストラクラサ・グールニク・ザブジェ所属。ポジションは、ディフェンダー（センターバック）。

## 経歴
パナシナイコスFCの下部組織で育成され、2012年9月のアステラス・トリポリスFC戦でトップチームデビュー。
2016年1月、アステラス・トリポリスFCに移籍。

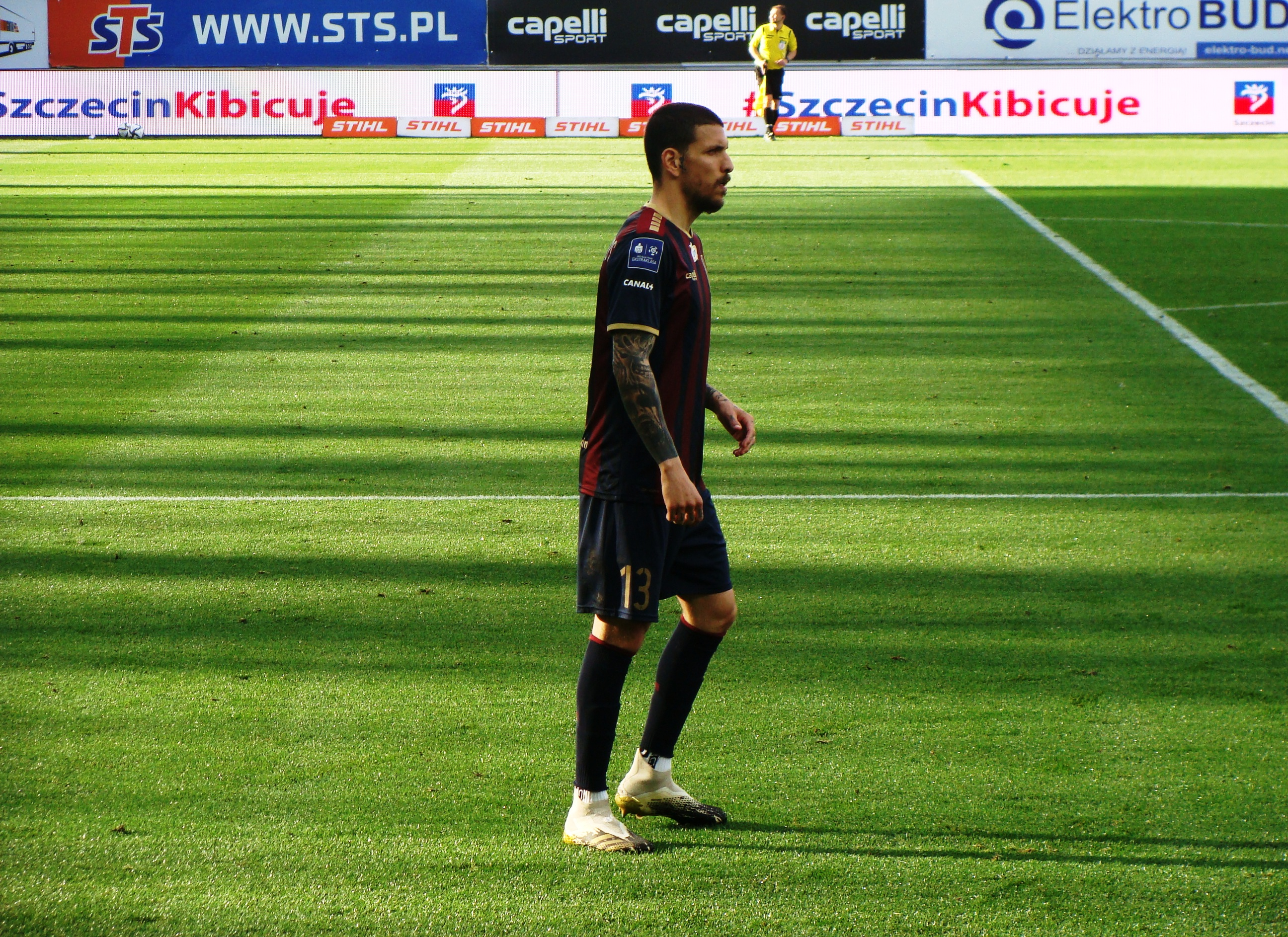
2021年のトリアンタフィロプーロス

## タイトル
パナシナイコス
- ギリシャカップ: 2013-14